# Літіофорит
Літіофорит (рос. литиофорит; англ. lithiophorite; нім. Lithiophorit m) — мінерал, гідроксид алюмінію, літію і марганцю шаруватої будови.

## Загальний опис
Хімічна формула: (Al, Li)(OH)2·MnO2.
Склад у % (з родовища Шнеберґ, ФРН): Al2O3 — 10,54; Li2O — 1,23; MnO — 55,12; H2O — 12,64.
Домішки: BaO (2,78); CuO (1,74); CoO + NiO (2,42); Fe2O3 (1,48).
Сингонія моноклінна. Вид призматичний.
Утворює дрібні лусочки, а також щільні, натічні агрегати.
Густина 3,14-3,36.
Твердість 3,5.
Колір синювато-чорний.
Риса червонувато-сіра.
Блиск тьмяний до металічного.
Знайдений у зоні окиснення родовища Шнеберґ (Саксонія, ФРН). J.F.A.Breithaupt, 1870.